# Стефан Кънев
Стефан Кънев е български композитор и педагог.

## Биография
Стефан Кънев е роден на 20 юли 1930 г. в София. Сестра му е актрисата Маргарита Дупаринова. Родителите му са интелектуалци, в дома им рядко звучи народна музика. След Немската гимназия завършва Теоретичния отдел на ДМА (НМА „проф. П. Владигеров“) през 1953 г. с педагогически профил. Учи композиция при проф. П. Хаджиев, проф. М. Големинов и проф. В. Стоянов. Първите си композиции написва още като студент. Работи като главен редактор на библиотеката във „В помощ на народните хорове и ансамбли“ при Централния дом за народно творчество. От 1953 г. сътрудничи на редакция „Народна музика“ при БНР и фолклорните ансамбли в Благоевград, Добрич и Двореца на пионерите (дн. Дворец на децата) в София. Работи с изтъкнати фолклорни изпълнители. Консултант е на различни фолклорни ансамбли в България. Автор е на сюити за симфоничен, камерен, духов и народен оркестър, както и на авторски песни и над 5000 обработки на мелодии от различни диалектни области и над 60 танцови постановки. В творчеството си използва елементи от селския и градския фолклор, предпочитанията му са към родопските и тракийските народни песни. Неговите обработки на народни песни и хора са изпълнявани от известни изпълнители като Мита Стойчева, Илия Аргиров, Янка Танева, Калинка Згурова, която е негова съпруга, Стефка Съботинова, Бойка Присадова, Костадин Варимезов и др. Особено популярни са песните „Отдолу ми идат шарени колца“, „Огреяло ми ясно слънце“, „Три бюлбюла пеят“, „Мари моме, малка моме“ и др. Една от песните му – „Тръгнала е малка мома“, доста плътно се доближава до класическата „Полегнала е Тудора“. Песента му „Оздолу идат шарени колца“ е хит през 1980-е години на местни и национални прегледи, написва я за детско-юношеския фолклорен ансамбъл „Изворче“ при Националния дворец на децата в София. Понастоящем е в репертоара на много народни хорове. Песни като „Я подай, Тойне, витите гривни“, „Недо, бела Недо“, „Дойди, лудо, дойди“ в продължение на години са в репертоара на много колективи. В съавторство с поета Иван Василев пише музиката на песните „Млада Боряна“, „Жетварска ръченица“ и „Пиринска песен“. Особено популярни са авторските му песни „Не бързай слънчо“ и „Прочу се мома Неделя“. Стефан Кънев оставя стотици пиеси за народен хор, за хор и оркестър, за оркестър от народни инструменти. По негова музика са се изпълнявали спектакли. Творчеството му е огромен принос в звукозаписния фонд с народна музика, надхвърлящ повече от 6000 аранжимента за солисти – певци и инструменталисти, хорови, оркестрови творби, музика за танцови постановки и др. Тръгнал от класиката, Стефан Кънев споделя за народната музика: „Няма нищо по-прекрасно от народната песен и мелодия. Струва ми се, че пишех такава музика преди да познавам нотите. Националната самобитност на българския фолклор се крие в неговата мелодичност и драматизъм.“

## Творчество

### Оркестрови сюити
За симфоничен оркестър
- „Селски празник“ (1954)
- „Ганкино хоро“[4]

За камерен оркестър
- „Македонска сюита“
- „Сюита от четири песни по Христо Ботев“ и др.[4]

За духов оркестър
- Сюита от четири популярни песни[4]

За народен оркестър
- Концертино за кавал и народен оркестър[4]

### Авторски песни за народен хор
- „Героят Димитров“
- „За партията“
- „Ние сме твои докрай“
- „Не бързай, слънчо“
- „Прочу се мома Неделя“ и др.[4]

### Танцови постановки
- „Пробуждане“
- „Бунтовен дух“
- „Розобер“
- „Еньова беля“
- „Орфей и Родопа“
- „Беленка“ и др.[4]

### Известни обработки на народни песни и хора
- „Авлига пее“ (изп. Мита Стойчева)
- „Похвалила сей Енчица“ (изп. Мита Стойчева)
- „Петър сред двори седеше“ (изп. Мита Стойчева)
- „Ой, Петре, Петре“ (изп. Груйчо Дочев)
- „Ой, девойче“ (изп. Илия Аргиров)
- „Песен за Яне Сандански“ (изп. Илия Аргиров)
- „Невесто, мори, невесто“ (изп. Илия Аргиров)
- „Три пъти поминах“ (изп. Илия Аргиров)
- „Лиляно, моме хубава“ (изп. Илия Аргиров)
- „Запяла ѝ мома вчера по пладне“ (изп. Янка Танева)
- „Седнала е Яна“ (изп. Янка Танева)
- „Стани ми, Яно, отвори“ (изп. К. Згурова)
- „За Дена ходят сватове“ (изп. К. Згурова)
- „Стратийовата майчица“ (изп. К. Згурова)
- „Стоян събира, тръгнува“ (изп. К. Згурова)
- „Маро, Мародийо“ (изп. Д. Кунева)
- „Стоян мама си тихо думаше“ (изп. Д. Кунева)
- „Кине ле, мари хубава“ (изп. Д. Кунева)
- „Научила се Лалица“ (изп. С. Съботинова)
- „Яне, още ли мома ходиш“ (изп. С. Съботинова)
- „Заспал юнак в гора зелена“ (Б. Присадова)
- „Сьоднал ми е млад терзия“ (Б. Присадова)
- „Екьойско хоро“ (изп. К. Варимезов)
- „Гергебунарско хоро“ (изп. К. Варимезов)
- „Тужаровско хоро“ (изп. С. Меличков) и др.[4]

## Дискография
| Година | Албум                                             | Вид | Издател   | Каталожен номер |
| ------ | ------------------------------------------------- | --- | --------- | --------------- |
| 1986   | „Стефан Кънев. Любими народни песни и хора“       | LP  | Балкантон | ВНА 11875       |
| 1991   | „Калинка Згурова, Стефан Кънев и техните песни“   | LP  | Балкантон | ВНА 12720       |
| 1991   | „Калинка Згурова, Стефан Кънев и техните песни“   | MC  | Балкантон | ВНМС 7694       |
| 1991   | „Калинка Згурова, Стефан Кънев и техните песни 2“ | MC  | Балкантон | ВНМС 7735       |
| 2005   | „Стефан Кънев. Ой, девойче“                       | CD  | Gega New  | GD 298          |
| 2010   | „Стефан Кънев. Не бързай, Слънчо“                 | CD  | Gega New  | GD 352          |
| 2016   | „Стефан Кънев. Месечко ле“                        | CD  | Gega New  | GD 379          |

## Памет
- На 11 април 2002 г. бивши възпитанички на ДЮФА „Изворче“ при Националния дворец на децата – София сформират камерен фолклорен състав, наречен Фолклорна формация „Стефан Кънев“ при НЧ „Славянска беседа“. Негов основател, дългогодишен главен художествен ръководител и диригент е Михаил Букурещлиев.[11][12]
- На негово име са наречени улиците „Стефан Кънев“ (Карта) и „Маестро Кънев“ (Карта) в квартал „Овча купел“ в София.
- През 2005, 2010 и 2016 г. музикална компания Gega New издава три компактдиска с обработени песни от Стефан Кънев.